# Ilo Ilo
Ilo Ilo (mand. 爸媽不在家 / Ilo Ilo, dosł. tłum. Mamy i taty nie ma w domu) – singapurski dramat filmowy z 2013 roku w reżyserii Anthony’ego Chena, będący jego pełnometrażowym debiutem.
Film miał swoją premierę 19 maja 2013 roku w ramach sekcji "Quinzaine des réalisateurs" na 66. MFF w Cannes, gdzie otrzymał 15-minutową owację na stojąco, a następnie zdobył Złotą Kamerę za najlepszy debiut reżyserski. Była to pierwsza w historii tej imprezy nagroda dla filmu z Singapuru. Później obraz został wyselekcjonowany jako oficjalny reprezentant Singapuru do Oscara dla najlepszego filmu międzynarodowego, ale ostatecznie nie zdobył nominacji.

## Fabuła
Akcja filmu rozgrywa się w Singapurze na początku azjatyckiego kryzysu finansowego w 1997 roku. Rodzina Lim wita u siebie nową gosposię Teresę, która - jak wielu innych Filipińczyków - przybywa do Singapuru w poszukiwaniu lepszego życia. Jej pobyt w rodzinie Limów pogarsza i tak już napięte relacje między domownikami. Tymczasem sprawiający problemy młody syn Jiale zaczyna tworzyć z Teresą silną więź.

## Obsada
- Chen Tianwen – ojciec Teck
- Yeo Yann Yann – matka Hwee Leng
- Koh Jia Ler – Jiale
- Angeli Bayani – Teresa “Terry”
- Peter Wee – mistrz dyscypliny
- Jo Kukathas – dyrektorka szkoły[4]